# مدار قطعه-توزیع‌یافته

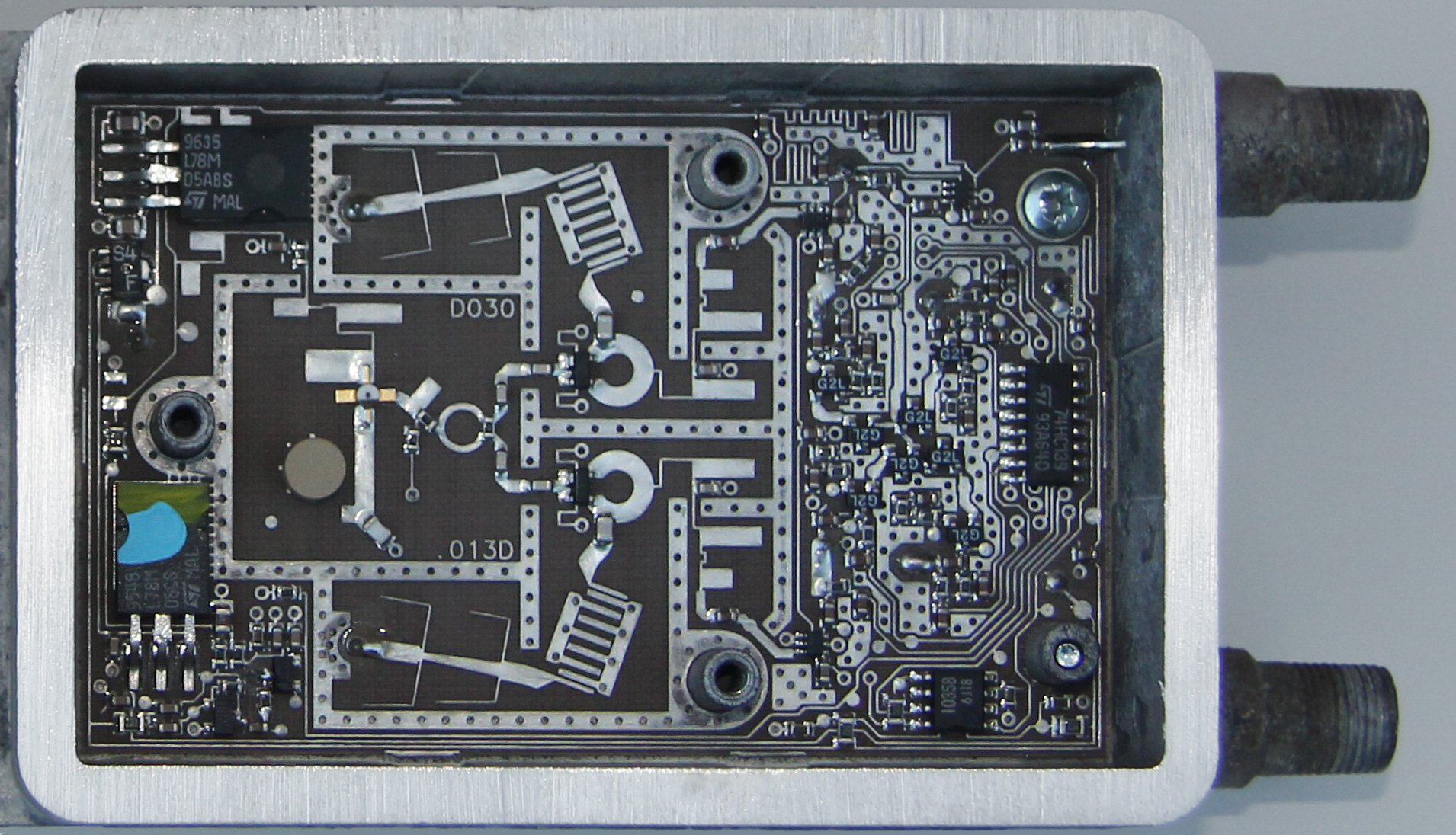
مدارهای قطعه-توزیع‌یافته

مدارهای قطعه-توزیع‌یافته (انگلیسی: Distributed-element circuit) به مدارهایی گفته می‌شود که از طول خطوط انتقال یا اجزای دیگر توزیع تشکیل شده است.